# Pozwólcie nam krzyczeć
Pozwólcie nam krzyczeć – powieść Stanisławy Fleszarowej-Muskat wydana po raz pierwszy w Wydawnictwie Morskim w Gdyni w 1957.
Do głównych postaci należą:
- Magdalena – córka wielkiego polskiego profesora, wywieziona najpierw do Waldgrube do pracy na roli, później do Edelheim, by pracować w fabryce butów.
- Dominique – Francuz nękany tęsknotą do Paryża i Francji, lubi prowadzić rozmowy o życiu, przeszłości i przyszłości z Magdaleną. Później szczęśliwie ucieka do Francji przez Szwajcarię.
- Gaston – również Francuz, kochają się w nim wszystkie cudzoziemki i niektóre Niemki w Edelheim, ale on kocha Magdalenę.
- Piotr – Polak, pracuje na roli w pobliżu Waldgrube, łączy go z Magdaleną przyjaźń, a może i miłość. Zaprzyjaźnia się później z Gastonem (pod pretekstem, że muszą się nawzajem pilnować) i razem niszczą most, którym przewożona jest amunicja na front wschodni.
- Ernst Waldemar – kierownik fabryki w Edelheim, łączy go przyjaźń z Magdaleną, czasami czuje, jakby to Magdalena była jego szefem. Później dostaje powołanie do wojska.

W książce pojawia się jeszcze wielu innych bohaterów: księgarz mający syna w Hitlerjugend, stomatolog – niegdyś poważany w miasteczku, który jeszcze przed wojną ożenił się z Żydówką, a później po nieudanej ucieczce przez Szwajcarię do Francji zostaje razem z żoną i synem wywieziony do spokojnego miasteczka dla Żydów na południu Polski – Auschwitz.
Powieści: Pozwólcie nam krzyczeć (1957), Przerwa na życie (1960) i Wizyta (1971) stanowią trylogię i są zarazem jednymi z najbardziej rozpoznawalnych powieści autorki.